# Acontia scanda
Acontia scanda là một loài bướm đêm trong họ Noctuidae.